# Amauromyza albidohalterata
Amauromyza albidohalterata is een vliegensoort uit de familie van de mineervliegen (Agromyzidae). De wetenschappelijke naam van de soort is voor het eerst geldig gepubliceerd in 1916 door Malloch.